# Empis ambigua
Empis ambigua är en tvåvingeart som beskrevs av Mario Bezzi 1905. Empis ambigua ingår i släktet Empis och familjen dansflugor. Inga underarter finns listade i Catalogue of Life.